# ФК Арарат-Армения
„Арарат-Армения“ (на арменски: Ֆուտբոլային Ակումբ Արարատ-Արմենիա) е футболен клуб от град Ереван, Армения.
Отборът играе домакинските си срещи на стадион „Ереванска футболна академия“, чийто капацитет е 1428 места. Двукратен шампион на Армения.
Отборът на „Аван Академия“ е създаден през 2017 г. с Рубен Айрапетян от випускници на Еревската футболна академия и играчи на „Пюник“ от различни възрастови групи. Отборът заявява участие в Първа лига с бившия треньор на „Пюник“ Артак Осеян. През декември 2017 г. президентът на компания „Ташир“, руснакът Самвел Карапетян, става собственик на клуба и го преименува в „Арарат Москва“.
През юни 2018 г. клубът се обединява с руския „Арарат“ Москва и се преименува на „Арарат-Армения“. Отборът получава право на участие в шампионата на арменската Премиер лига за сезон 2018/19. През юни 2018 г. старши треньор става Андраник Бабаян, но е уволнен три дни преди началото на шампионата. За нов треньор е назначен Вадим Скрипченко, който остава начело не повече от два месеца и е отстранен за лоши резултати. От октомври 2018 г. отборът започва да тренира с Вардан Минасян, който неотдавна е напуснал националния отбор на Армения.
„Арарат-Армения“ печели първата си шампионска титла през сезон 2018/19, изпреварващ с точка отбора на „Пюник“, в розовата кубка достигна до полуфинала. В мача за Суперкупата на Армения за 2019 побеждава с резултат 3:2 в допълнително време „Алашкерт“. През сезон 2019/20 стига до финала за купата на страната, където на 10 юли 2020 година губи от „Ноа“ — 4:4 (в продълженията — 5:5), дузпи — 6:7. Но на 14 юли, в задочния спор за първото място в шампионата побеждава същия този „Ноа“ и така повтаря миналогодишното си постижение, като става за втори път шампион на Армения..
През сезон 2018/19 в Първа лига участва вторият отбор на клуба — „Арарат-Армения-2“.

## История на имената на клуба
| Години    | Име            |
| 1997      | Аван Академия  |
| 1997-1998 | Арарат Москва  |
| 2018-     | Арарат-Армения |

## Успехи
- Премиер Лига:
  -  Шампион (2): 2018/19, 2019/20
  -  Сребърен медал (1): 2021/22
  -  Бронзов медал (2): 2022/23, 2023/24
- Купа на Армения:
  -  Финалист (3): 2019/20, 2023/24, 2024/25
- Суперкупа на Армения:
  -  Носител (2): 2019, 2025
  -  Финалист (1): 2020

## Български футболисти
- Ивайло Димитров: 2018/19 - (0 мача - 0 гола)
- Георги Пашов: 2018/20 - (31 мача - 2 гола)